# Tipula (Lunatipula) kephalos
Tipula (Lunatipula) kephalos is een tweevleugelige uit de familie langpootmuggen (Tipulidae). De soort komt voor in het Palearctisch gebied.